# Sebastian Helber
Sebastian Helber (* um 1530; † um 1598) war ein Schulmeister und kaiserlicher Notar in Freiburg im Breisgau und Verfasser eines Lehrbuches für das „gemaine Teutsch“.
Über sein Leben sind nur spärliche Angaben überliefert. Nach den Archiven der Stadt Freiburg im Breisgau war der erstmals 1580 genannte Sebastian Helber 16 Jahre lang Schulmeister der deutschen Knabenschule und zudem „Keiserischer Notar“. Von dieser Stadt wurde er auch beauftragt, den Lehrplan der Schule zu reformieren und im Zuge dieser Arbeit verfasste er sein bekanntestes Werk, „Teutsches Syllabierbüchlein“, welches 1593 in Freiburg im Üechtland gedruckt wurde.

## Teutsches Syllabierbüchlein
Dieses Werk zeichnet sich vor allem dadurch aus, dass Helber keine künstlich kreierte einheitliche Grammatik und Ausspracheregeln für das Gemaine Teutsch aufzustellen versuchte, sondern detailliert die Unterschiede der verschiedenen Schreibregionen darstellt. In seiner Einteilung unterscheidet er zunächst alle kontinentalwestgermanischen Idiome (teutsche Sprachen) in vier Schreibregionen, dies sind:
- die Cölnische und Gülichische (womit er das Ripuarische meint)
- die Sächsische (womit er Niedersächsisch bzw. Niederdeutsch meint)
- die Flämmisch oder Brabantische (womit er Niederfränkisch bzw. Niederländisch meint)
- die Ober- oder Hochteutsche (womit er Oberdeutsch meint)

Die oberdeutsche Sprache, welches er als seine Muttersprache bezeichnet, unterteilt er weiters in drei unterschiedliche Schreibregionen, nämlich:
- die Mitter-Teutsche (Mitteldeutsch)
- die Donawische (Österreich, Bayern, Schwaben)
- die Höchst-Reinische (Schweiz, Alemannisch am Oberrhein)

Zu dieser Einteilung kommt Sebastian Helber durch die linguistische Analyse zahlreicher gedruckter Werke, wobei er vor allem die unterschiedlichen Mono- und Diphthonge untersuchte. Da es damals jedoch noch keine überregionale Standardsprache gab, entspricht seine lautgeographische Einteilung der gedruckten Sprache weitgehend den heute noch existierenden dialektalen Großregionen in der gesprochenen Sprache, wobei er Hochdeutsch, Niederdeutsch und Niederländisch noch ganz selbstverständlich als Teutsch zusammenfasst und somit synonym zum heutigen Fachterminus Kontinentalwestgermanisch verwendet.
Mit eigenen Worten beschreibt er seine Unterteilung wie folgt:
Viererley teutsche Sprachen weiß ich, in denen man Teutsche Buecher druckt, die Cölnische und Gülichische, die Sächsische, die Flämmisch oder Brabantische, vnd die Ober- oder Hochteutsche... Vnsere gemeine Hoch-Teutsche wirdt auf drei weisen gedruckt: eine möchten wir nennen die Mitter-Teutsche, die andere die Donawische, die dritte Höchst-Reinisch; dan das Oberland nicht mehr breuchig ist. Die Drucker, so der Mittern Teutschen aussprach, als vil die Diphthongen ai, ei, au, etc. belangt, halten, verstee ich die von Meinz, Speier, Frankfurt, Würzburg, Heidelberg, Nörnberg, Straßburg, Leipsig, Erdfurt vnd andere, denen auch die von Cölen volgen, wan sie das Ober-Teutsch verfertigen. Donawische verstee ich alle in den Alt Baierischen und Schwebischen Landen, den Rhein vnberürt. (Alt Baierische seind die, so vorzeiten all vnder ein Fürsten waren, nämlich jeziges Herzogthumb Beieren, Ost- oder Oesterreich, nid vnd ob der Enns, Kärnten, Steier, Tirol, Krain, Saltzburgerland, samt der Ambergischen oder Obernpfaltz, mit ihren Anstößen.) Höchst Reinische letztlich, die so vor jezigen Jahren gehalten haben im Drucken, die Sprach der Eidgenossen, oder Schweitzer, der Walliser, vnd etlicher Beigesessener im Stifft Costanz, Chur und Basel. (Zitiert nach Johann Christoph Gottsched, Deutsche Sprachkunst, 1748).
Vom „Syllabierbüchlein“ waren 1882 nur ein einziges vollständiges Exemplar (nämlich das Exemplar aus Gottscheds Bibliothek) und ein unvollständiges Exemplar bekannt. Das Buch erfuhr 1882 eine annotierte Neuausgabe.

## Bewertung der Nachwelt
Zur Lebenszeit Sebastian Helbers gab es noch keinen aus praktischen oder auch nationalistischen Motiven angetriebenen Drang eine überregionale und einheitliche deutsche Sprache zu konstruieren oder herbeizureden. Diese Entwicklung wurde zwar durch die Bibelübersetzung von Martin Luther initiiert, begann sich aber erst im späteren 17. Jahrhundert zu intensivieren. Erst im 18. Jahrhundert zu Zeiten Johann Christoph Gottscheds bestand ein überregionales Standard-Hochdeutsch, das alle anderen Varietäten verdrängt hatte. Deshalb ist es auch nicht verwunderlich, dass Gottsched hinzufügte:
Was nun nach allen diesen Mundarten des Hochdeutschen für verschiedene Schreibarten damals im Schwange gewesen, das ist lustig zu lesen, auch in alten Büchern noch hin und wieder zu sehen. Gottlob! daß dieser Zwiespalt sich allmählich gehoben hat. Sowohl die donauischen Landschaften, als selbst die oberrheinischen, befleißigen sich itzo um die Wette, der obbenannten Mitteldeutschen in der Rechtschreibung immer näher zu treten. (Johann Christoph Gottsched, Deutsche Sprachkunst, 1748).

## Werke
- Teutsches || Syllabierbüchlein,|| Nemlich || Gedruckter Hochteütscher sprach || Lesenskunst:|| Sambt erzeelung derer Wörtenen, in wellichen || nach vnterschiedenem gebrauch dreierlei drucke||reien vnd aussprachen, Ai, Ei, Au, Ou,|| Eu, Eü, gefunden werden.|| Durch || Sebastian Helber, Keiserischen Notarien || zu Freiburg im Breißgew ... || Ausgabebezeichnung: Getruckt zu Freiburg in Vchtland,|| durch Abraham Gemperle.|| Anno M. D. VIIC.|| (VD16 H 1549)
- Sebastian Helbers Teutsches Syllabierbüchlein; hrsg. von Gustav Roethe, Akad. Verl.-Buchh. von Mohr: Freiburg im Breisgau und Tübingen 1882 (annotierte Neuausgabe des Originals von 1593). Online